# Herbert Heinrich
Herbert Heinrich   (Leipzig, 29 de juliol de 1899 - Düsseldorf, 2 de març de 1975) va ser un nedador alemany que va competir durant les dècades de 1920 i 1930.
En el seu palmarès destaquen cinc medalles al Campionat d'Europa de natació, dues el 1926, dues el 1927 i una el 1931; i dotze campionats nacionals.
El 1928 va prendre part en els Jocs Olímpics d'Amsterdam, on va disputar tres proves del programa de natació. En totes quedà eliminat en sèries.